# Luis José de Orbegoso y Moncada

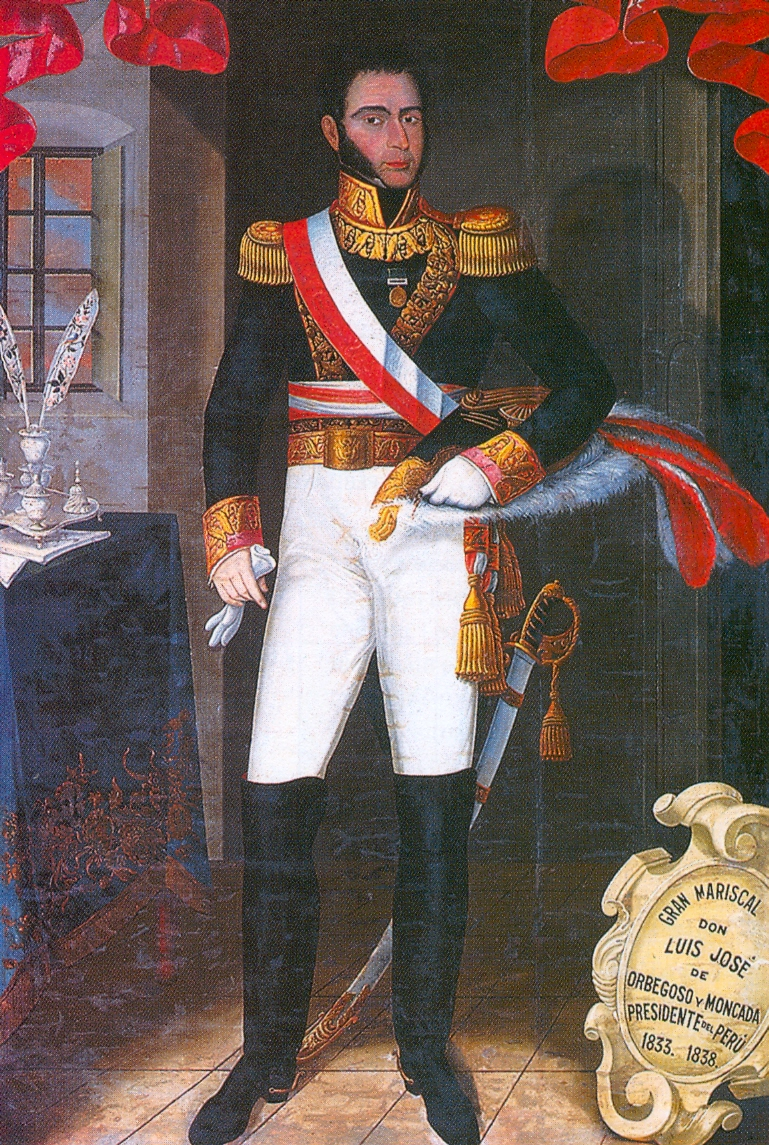
Luis José de Orbegoso y Moncada

Luis José de Orbegoso y Moncada (Chuquisongo, 1795 — Trujillo, 1847) foi um militar e político peruano, participou no exército de José de San Martín, para a independência do Peru em 1820, e da guerra com a Colômbia em 1829.
Aliou-se ao presidente boliviano Andrés de Santa Cruz, recuperando o poder e fundou a Confederação Peru-Boliviana em 1837. Derrotado pelo chilenos na batalha de Porta de Guía em 1838, abandonou o país.